# Iwona Posadzińska
Iwona Posadzińska – polska ekonomistka, dr hab. nauk ekonomicznych, profesor nadzwyczajny Katedry Zarządzania Innowacjami Organizacyjnymi i dziekan Wydziału Zarządzania Uniwersytetu Technologiczno-Przyrodniczego im. Jana i Jędrzeja Śniadeckich w Bydgoszczy.

## Życiorys
9 kwietnia 1999 obroniła pracę doktorską Uwarunkowania orientacji marketingowej w przedsiębiorstwach budowlanych, 12 grudnia 2014 habilitowała się na podstawie pracy zatytułowanej Determinanty procesu internacjonalizacji polskich przedsiębiorstw budowlanych. Otrzymała nominację profesorską. Pracowała w Wyższej Szkole Biznesu w Pile. Została zatrudniona na stanowisku adiunkta w Wyższej Szkole Gospodarki w Bydgoszczy, oraz w Katedrze Zarządzania i Finansów Przedsiębiorstw na Wydziale Zarządzania Uniwersytetu Technologicznym i Przyrodniczym im. Jana i Jędrzeja Śniadeckich w Bydgoszczy.
Piastuje funkcję profesora nadzwyczajnego w Katedrze Zarządzania Innowacjami Organizacyjnymi, a także dziekana  na Wydziale Zarządzania Uniwersytetu Technologicznym i Przyrodniczym im. Jana i Jędrzeja Śniadeckich w Bydgoszczy.